# Ratchet & Clank: Quest for Booty
Ratchet & Clank: Quest of Booty (kendt som Ratchet & Clank Future: Quest of Booty i USA) er den ottende udgivelse i Ratchet & Clank-serien. Det blev udgivet på PlayStation Network i Europa og USA den 21. august 2008. Det blev senere udgivet som Blu-Ray Disk i Europa den 12. september 2008, og i Asien den 25. september 2008.  Spillet fortsætter hvor Tools of Destruction sluttede, hvor Clank blev kidnappet af de mystiske Zoni, og følger Ratchet's søgen efter ham. På grund af spillets længde, omkring 3-4 timers spilletid, blev det udgivet til en lavere pris end de fleste andre spiludgivelser.